# Brittany Murphy
Brittany Anne Murphy-Monjack, nascuda Brittany Anne Bertolotti i coneguda com a Brittany Murphy (Atlanta, Geòrgia, 10 de novembre de 1977 − Los Angeles, Califòrnia, 20 de desembre de 2009), fou una actriu i cantant estatunidenca. Va protagonitzar, entre d'altres, les pel·lícules Fora d'ona, Just Married, Innocència interrompuda, Spun, 8 Mile, Uptown Girls, Sin City, Happy feet: trencant el gel i Riding in Cars with Boys. També va posar la veu al personatge "Luanne Platter" de la sèrie televisiva d'animació King of the Hill. La seva pel·lícula pòstuma, Something Wicked s'estrenà el 2013.

## Biografia
Brittany Anne Murphy va néixer a Atlanta, Geòrgia, el 10 de novembre de 1977. Els seus pares, Sharon Kathleen Murphy i Angelo Bertolotti es van divorciar quan ella tenia dos anys, i Murphy va ser criada per la seva mare en Edison, Nova Jersey, on va assistir a l'escola Edison. La família després es va mudar a Los Angeles així Murphy podia dedicar-se a l'actuació. Murphy va dir que la seva mare mai va tractar de sufocar la seva creativitat, i ella va considerar a la seva mare un factor crucial per al seu èxit posterior: "Quan li vaig demanar a la meva mamà mudar-nos a Califòrnia, ella va vendre tot i es va mudar aquí per mi... Ella sempre va creure en mi." La mare de Murphy era d'ascendència irlandesa i europea de l'Est i el seu pare era italo-americà. Va ser criada com a Baptista i després es va convertir en una cristiana no denominacional.

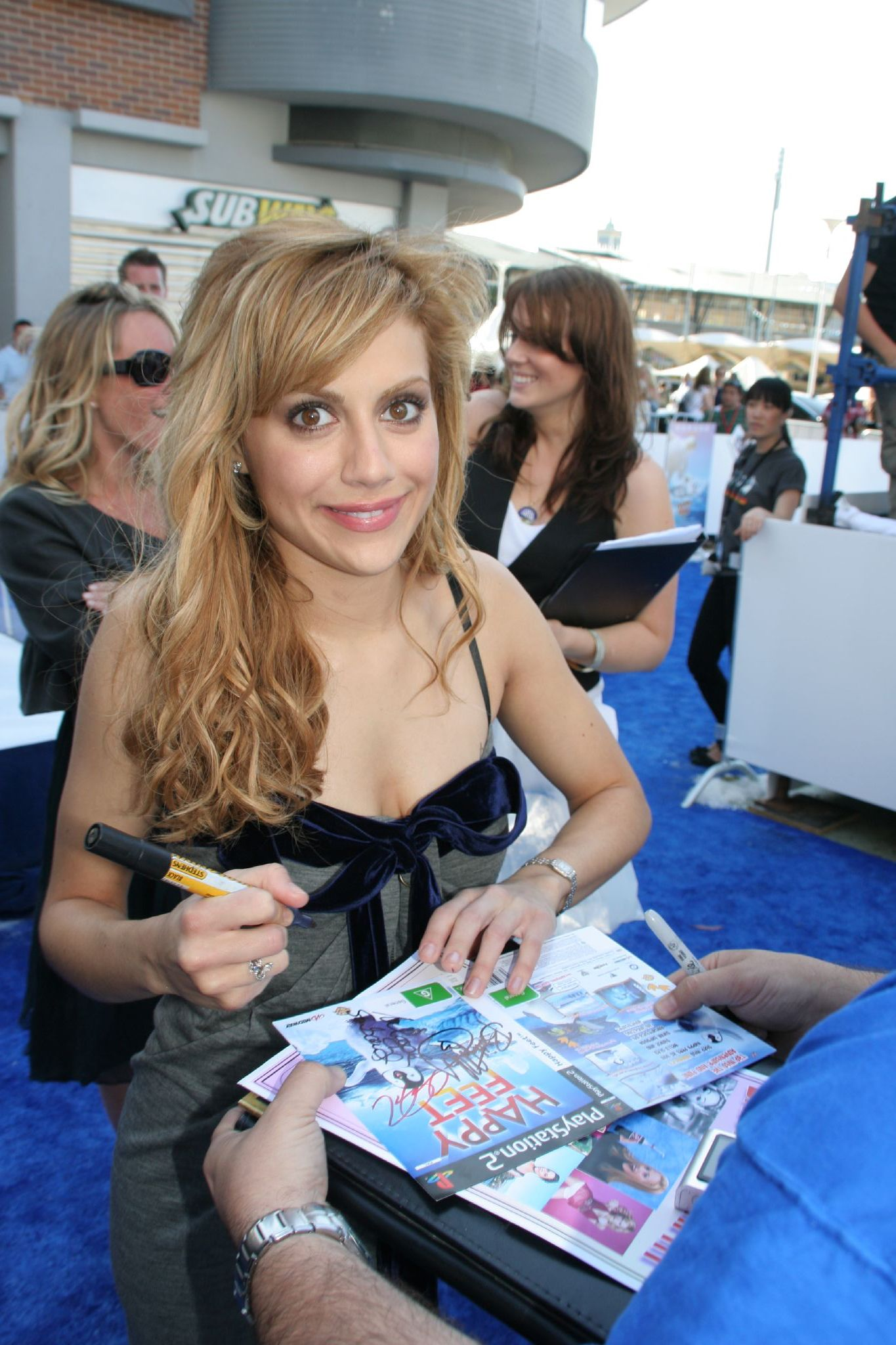
Murphy en l'estrena d'Austràlia de Happy Feet al desembre de 2006

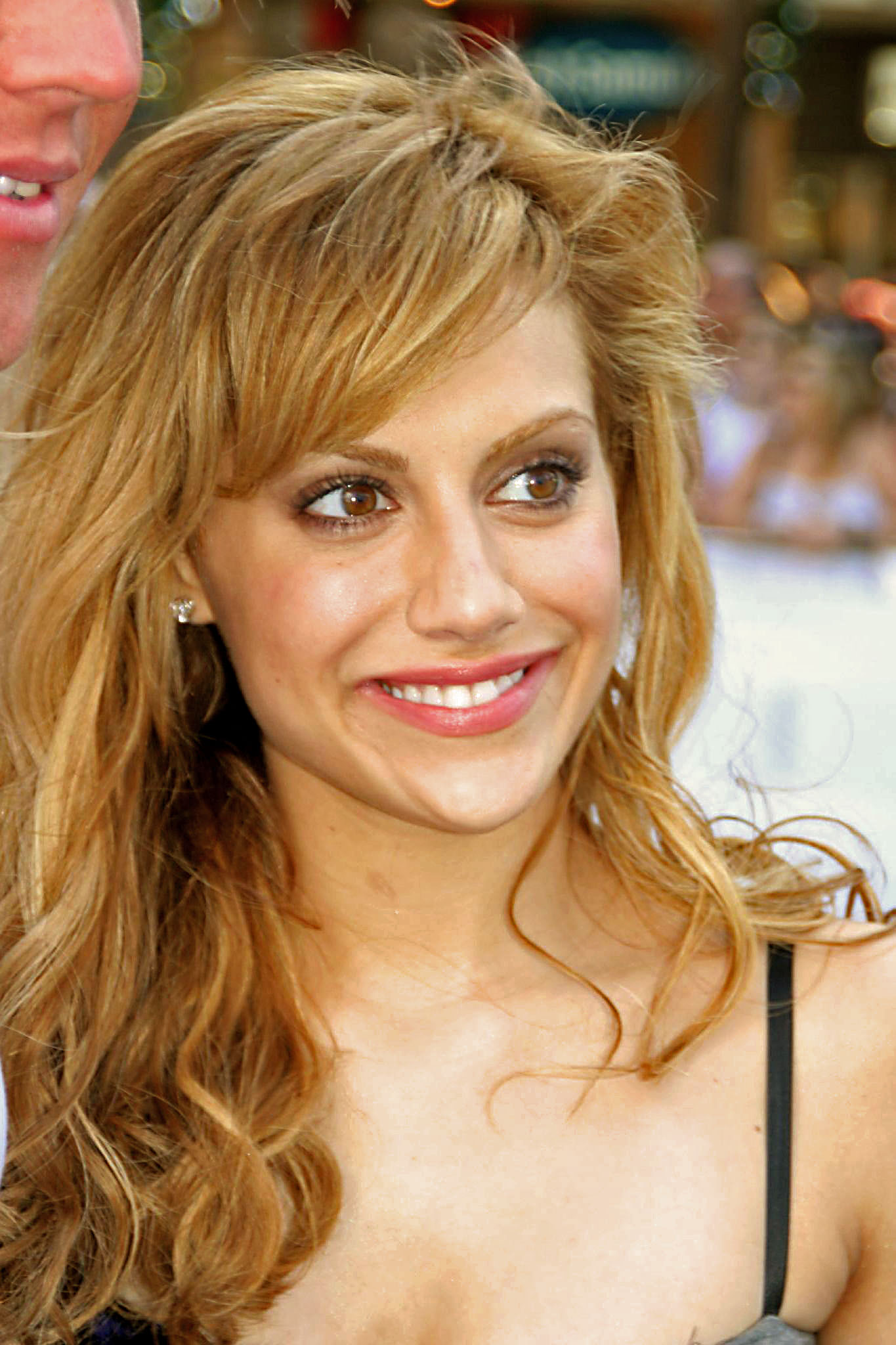
Murphy el 2006

Brittany Murphy va anar a l'escola de Dansa i Teatre Verne Fowler a Colonia, Nova Jersey, el 1982. Amb 4 anys, feia cant, dansa i actuació fins que es va traslladar a Califòrnia als 13 anys. Murphy va fer el seu debut a Broadway el 1997, com a Catherine, en una reposició d'Arthur Miller, Panorama des del pont, al costat dels actors Anthony LaPaglia i Allison Janney.
Murphy va obtenir el seu primer treball a Hollywood amb 13 anys, interpretant a Brenda Drexell en la sèrie Drexell's Class. Va estar en la comèdia televisiva Almost Home com a Molly Morgan, nou títol per a la segona temporada de The Torkelsons. Murphy també va ser actriu convidada en nombroses sèries de televisió, incloent L'imperdible Parker Lewis, Blossom, seaQuest 2032, Murder One i Frasier. També va tenir papers recurrents en Sister, Sister, Party of Five i Boy Meets World.
Murphy va participar en diverses pel·lícules d'èxit, amb estrelles importants; incloent Fora d'ona (1995) amb Alicia Silverstone; Girl, Interrupted (1999) amb Winona Ryder i Angelina Jolie (que va guanyar pel seu paper el Premi Oscar); Drop Dead Gorgeous (1999) amb Kirstie Alley i Denise Richards; Don't Say a Word (2001); l'adaptació a la televisió de la novel·la L'aritmètica del diable (2001); 8 Mile (2002) amb Eminem i Kim Basinger, i Uptown Girls amb Dakota Fanning (2003) com també en pel·lícules menys conegudes, com Spun (2002) i Neverwas (2005). El 2003, va protagonitzar en la comèdia cinematogràfica Just Married i Little Black Book (2004) i en l'aclamada Sin City (2005).
Va protagonitzar dues pel·lícules d'Edward Burns: Sidewalks of New York (2001) i The Groomsmen (2006). El crític de cinema Roger Ebert va aclamar el seu talent d'actuació, donant-li bones crítiques a varis de les seves pel·lícules i comparant-la amb Lucille Ball El 2009, va ser triada per a la pel·lícula Tribute, com el personatge principal, Cilla. Anava a aparèixer en la pel·lícula de Sylvester Stallone,  Els mercenaris, però va morir abans del rodatge. La pel·lícula seria estrenada a l'agost de 2010.
Murphy també va ser actriu de veu. Va posar la veu del personatge Luanne Platter en la sèrie animada de la FOX, King of the Hill durant tot el programa de 1997 a 2009, i Joseph Gribble fins a la temporada 5. També va fer la veu de Glòria en la pel·lícula de 2006 Happy Feet i al personatge Colline en la pel·lícula de Futurama Futurama: The Beast with a Billion Backs de l'any 2008. Va estar nominada per un Premi Annie per la seva veu en l'episodi "Movin' Op Up" de King of the Hill.
Murphy va completar la seva última pel·lícula, el thriller/drama Abandoned, al juny de 2009, llançada el 2010.
El novembre de 2009, Murphy va abandonar la producció de The Caller, que estava sent filmada a Puerto Rico, i va ser reemplaçada per Rachelle Lefevre. Murphy va negar els informes dels mitjans de comunicació que havia estat acomiadada del projecte després de ser difícil en el set, i va citar "diferències creatives."

## Música i modelatge
Va estar en una banda anomenada Blessed Soul amb l'actor Eric Balfour a principis de 1990. El 6 de juny de 2006, Murphy i Paul Oakenfold van llançar el senzill "Faster Kill Pussycat", de l'àlbum A Lively Mind. La cançó es va convertir en un èxit en els clubs, i va estar en el número u en Danse Club Play. També va estar en el número set en UK Singles Chart al juny de 2006

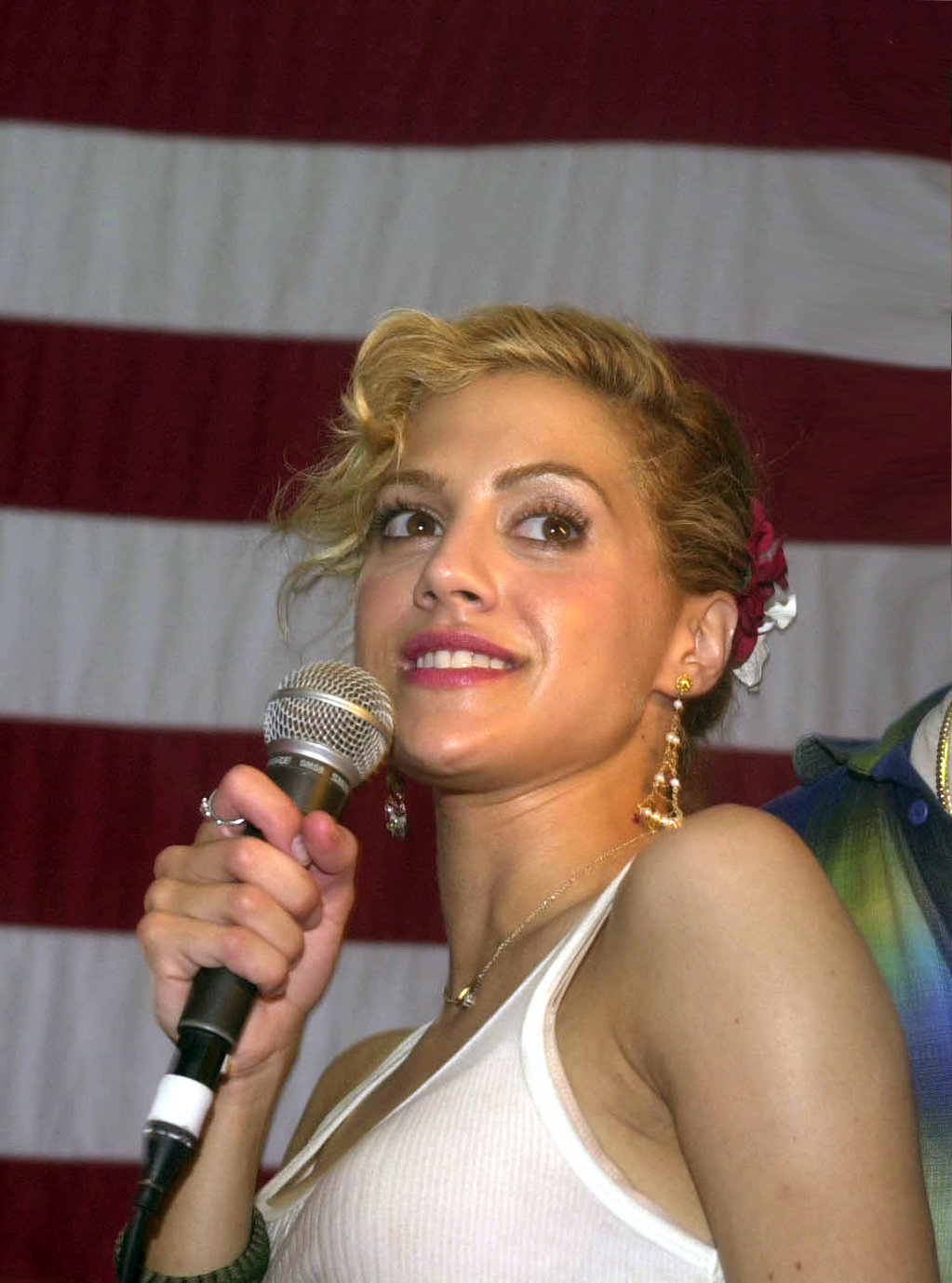
Murphy durant un xou d'USO el 19 de juny de 2003.

Va tornar a la música amb el llançament de la pel·lícula Happy feet: trencant el gel, en què va fer un cover de "Somebody to Love" de Queen, i "Boogie Wonderland" de Earth, Wind & Fire.
Murphy va protagonitzar en el vídeo de Wheatus, "A Little Respect" juntament amb l'actor Shawn Hatosy. També va aparèixer en el vídeo musical per Luscious Jackson, "Here" i per Tears for Fears amb "Closest Thing to Heaven."
El 2005, Murphy va signar per posar la veu en uns anuncis dels vaquers Jordache.

## Vida personal
A finals de 2002, Murphy va començar a sortir amb Ashton Kutcher, el seu coprotagonista en Just Married. Una vegada compromesa amb el mànager de talents Jeff Kwatinetz, Murphy es va comprometre amb Joe Macaluso al desembre de 2005, un assistent de producció que va conèixer mentre treballava en la pel·lícula Little Black Book.
L'agost de 2006, van acabar el seu compromís. Al maig de 2007, Murphy es va casar amb el guionista britànic Simon Monjack en una cerimònia privada jueva a Los Angeles Durant els últims tres anys i mig de la seva vida, Murphy, la seva mare i Monjack van viure junts a la mateixa casa.
En la dècada de 2000, Murphy va perdre una gran quantitat de pes, que va donar lloc a rumors d'addicció a la cocaïna. Murphy va establir una estreta amistat amb Dakota Fanning qui va treballar en la pel·lícula Mainadera per força (2003) El 2005, Murphy va discutir aquestes afirmacions a la revista Jane, dient:
"No, mai ho he provat en tota la meva vida, mai ho he vist, i no surto molt de casa, excepte per anar a treballar."

## Defunció

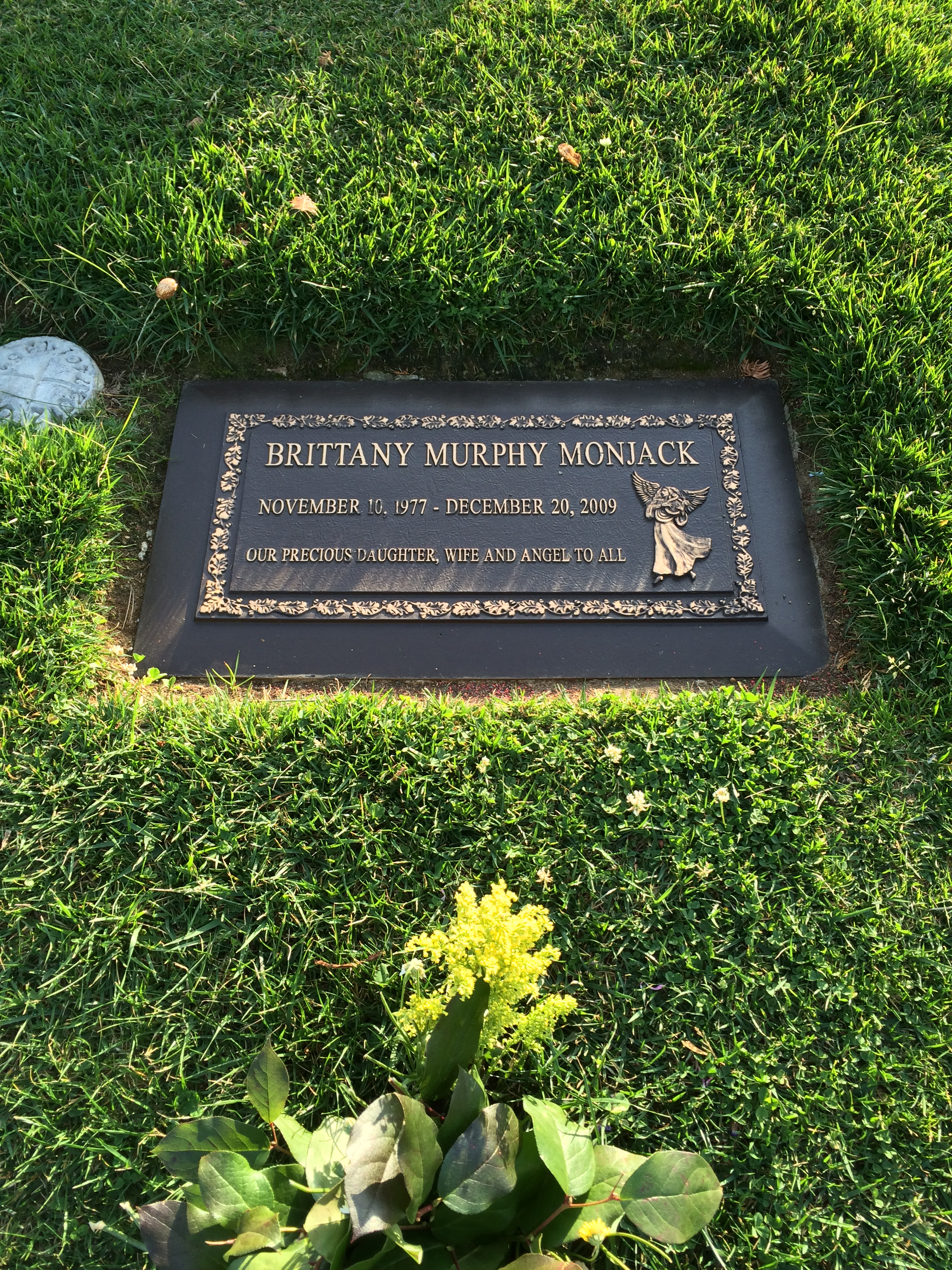
Tomba de Murphy a Forest Lawn, Hollywood Hills.

A les 08:00 (16:00 GMT) el 20 de desembre de 2009, el Departament de Bombers de Los Angeles va respondre a una "trucada d'emergència" en la llar que Brittany i Monjack compartien a Los Angeles. Brittany aparentment havia caigut en el bany. Els bombers van tractar de reanimar-la allà mateix. Va ser transportada al centre Cedars-Sinai Medical, on va ser declarada morta a la seva arribada a les 10:04.
Poc després de la seva mort, el sotscap forense Ed Winter li va dir a Associated Press: "Sembla ser natural." Una autòpsia va ser feta el 21 de desembre de 2009. El seu certificat de defunció va classificar la causa de la seva mort com "diferida". El 4 de febrer de 2010, el forense de Los Angeles County va dir que la causa principal de la mort de Murphy era pneumònia, amb factors secundaris de l'anèmia per deficiència de ferro i la intoxicació de drogues múltiples. El 25 de febrer de 2010, el forense va donar a conèixer un informe que indicava que Murphy havia estat prenent una sèrie de medicaments de venda lliure, amb la raó més probable de tractar un refredat o una infecció respiratòria. Aquests incloïen "alts nivells" de hidrocodona, paracetamol, metamfetamina i clorfenamina. Totes les drogues eren legals i la mort es va dictaminar que va ser un accident, però l'informe va observar: "els possibles efectes adversos fisiològics de nivells elevats d'aquests medicaments no poden ser descartats, especialment en el seu estat feble."
Murphy va ser enterrada a Forest Lawn, a Hollywood Hills el 24 de desembre de 2009.
El 23 de maig de 2010, poc més de cinc mesos després de la defunció de Murphy, el seu vidu Simon Monjack, va ser trobat mort en la mateixa residència de Hollywood Hills. Arran d'aquest últim fet les autoritats van realitzar una profunda anàlisi a la casa per determinar si les condicions ambientals de la residència van ser factors mortals en les morts de l'actriu i el seu marit, el juliol de 2010, el sotscap forense de Los Angeles va dir que la causa de la seva mort va ser per una pneumònia aguda i anèmia severa. Es va informar en la premsa que el Departament de Salut Pública va inspeccionar la casa en què Murphy i Monjack havien mort per possibles fongs tòxics
No obstant això, la família Murphy va descartar aquests informes. El portaveu de la família, Roger Neal va dir que la família havia fet inspeccionar la casa el 2009 - però no van trobar signes de floridura. Neal va dir: "A causa de productes d'inferior qualitat utilitzats pel constructor i els subcontractistes, la llar Murphy tenia un problema persistent de fugues." Com a resultat, Simon Monjack va contractar a una empresa per comprovar si hi havia floridura possible, i d'acord amb Monjack, el seu informe no va revelar cap problema de floridura.
El 18 de novembre de 2013, a gairebé quatre anys de la seva mort, una nova anàlisi va confirmar que en el seu cos presentava 10 tipus de metalls en diferents nivells. Aquests metalls són usats en verí per a rates i són verinosos inclusivament per a humans. Amb això, quedaria descartada la tesi que va morir de manera "natural", podent tractar-se d'un suïcidi o un possible homicidi.

## Filmografia
| Any  | Pel·lícula                                          | Paper                 | Notes                              |
| ---- | --------------------------------------------------- | --------------------- | ---------------------------------- |
| 1993 | Family Prayers                                      | Elise                 | Títol alternatiu: A Family Divided |
| 1995 | Fora d'ona (Clueless)                               | Tai                   |                                    |
| 1996 | Tensió a l'autovia (Freeway)                        | Rhonda                |                                    |
| 1997 | Bongwater                                           | Mary                  |                                    |
| 1997 | Drive: Força màxima (Drive)                         | Deliverance Bodine    |                                    |
| 1998 | Falling Sky                                         | Emily Nicholson       |                                    |
| 1998 | Àngels i dimonis 2 (The Prophecy 2)                 | Izzy                  | Directe llançament en DVD          |
| 1998 | Phoenix                                             | Verónica              |                                    |
| 1998 | Zack and Reba                                       | Reba Simpson          |                                    |
| 1999 | Drop Dead Gorgeous                                  | Lisa Swenson          |                                    |
| 1999 | Innocència interrompuda (Girl, Interrupted)         | Daisy Randone         |                                    |
| 2000 | Trixie                                              | Ruby Pearli           |                                    |
| 2000 | Angels!                                             | Infermera Bellows     |                                    |
| 2000 | Cherry Falls                                        | Jody Marken           |                                    |
| 2000 | The Audition                                        | Daniella              |                                    |
| 2001 | Sidewalks of New York                               | Ashley                |                                    |
| 2001 | Summer Catch                                        | Dede Mulligan         |                                    |
| 2001 | Don't Say a Word                                    | Elisabeth Burrows     |                                    |
| 2001 | Els nois de la meva vida (Riding in Cars with Boys) | Fay Forrester         |                                    |
| 2002 | Spun                                                | Nikki                 |                                    |
| 2002 | Something in Between                                | Sky                   |                                    |
| 2002 | 8 Mile                                              | Alex Latourno         |                                    |
| 2003 | Just Married                                        | Sarah                 |                                    |
| 2003 | Uptown Girls                                        | Molly Gunn            |                                    |
| 2003 | Good Boy!                                           | Nelly                 | Veu                                |
| 2004 | Little Black Book                                   | Stacy Holt            |                                    |
| 2005 | Sin City                                            | Shellie               |                                    |
| 2005 | Neverwas                                            | Maggie Blake          |                                    |
| 2006 | The Groomsmen                                       | Sue                   |                                    |
| 2006 | Love and Other Disasters                            | Emily "Jacks" Jackson |                                    |
| 2006 | Happy feet: trencant el gel (Happy Feet)            | Gloria                | Veu                                |
| 2006 | The Dead Girl                                       | Krista Kutcher        |                                    |
| 2008 | The Ramen Girl                                      | Abby                  |                                    |
| 2008 | Futurama: The Beast with a Billion Backs            | Colleen (veu)         | Directe llançament en DVD          |
| 2009 | Across the Hall                                     | June                  |                                    |
| 2009 | Deadline                                            | Alice                 |                                    |
| 2009 | Tribute (El llegat de Janet Hardy).                 | Cilla                 |                                    |
| 2010 | Something Wicked                                    | Susan                 |                                    |
| 2010 | Abandoned                                           | Mary                  | Directe llançament en DVD          |
| 2011 | Happy Feet 2                                        | Gloria                | feta en la seva memòria            |

| Any       | Títol                                               | Paper                                           | Notes                      |
| --------- | --------------------------------------------------- | ----------------------------------------------- | -------------------------- |
| 1991      | Murphy Brown                                        | Germana de Frank                                | 1 episodi                  |
| 1991-1992 | Drexell's Class                                     | Brenda Drexell                                  | 18 episodis                |
| 1992      | Kids Incorporated                                   | Celeste                                         | 1 episodi                  |
| 1992      | L'imperdible Parker Lewis (Parker Lewis Can't Lose) | Angie                                           | 1 episodi                  |
| 1993      | Almost Home                                         | Molly Morgan                                    | 13 episodis                |
| 1993      | Blossom                                             | Wendy                                           | 1 episodi                  |
| 1994      | Frasier                                             | Olsen                                           | 1 episodi                  |
| 1994      | Party of Five                                       | Abby                                            | 2 episodis                 |
| 1994-1995 | Sister, Sister                                      | Sarah                                           | 6 episodis                 |
| 1995      | Boy Meets World                                     | Trini Martin                                    | 2 episodis                 |
| 1995      | The Marshal                                         | Lizzie Roth                                     | 1 episodi                  |
| 1995      | seaQuest DSV                                        | Christine VanCamp                               | 1 episodi                  |
| 1995      | Murder One                                          | Diane "Dee-Dee" Carson                          | 1 episodi                  |
| 1996      | Double Jeopardy                                     | Julia                                           | Pel·lícula per a televisió |
| 1996      | Nash Bridges                                        | Carrie                                          | 1 episodi                  |
| 1996      | Clueless                                            | Jasmine                                         | 1 episodi                  |
| 1997-2009 | King of the Hill                                    | Luanne Platter (veu) Diversos personatges (veu) | 226 episodis               |
| 1998      | David and Lisa                                      | Lisa                                            | Pel·lícula per a televisió |
| 1999      | L'aritmètica del diable                             | Rivkah                                          | Pel·lícula per a televisió |
| 1999-2000 | Pepper Ann                                          | (Veu)                                           | 3 episodis                 |
| 2000      | Common Ground                                       | Dorothy Nelson                                  | Pel·lícula per a televisió |
| 2009      | Tribute                                             | Cilla McGowan                                   | Pel·lícula per a televisió |
| 2009      | Megafault                                           | Dr. Amy Lane                                    | Pel·lícula per a televisió |